# 福島県道217号会津下郷停車場線
福島県道217号会津下郷停車場線（ふくしまけんどう217ごう あいづしもごうていしゃじょうせん）は、福島県南会津郡下郷町にある一般県道である。

## 路線概要
- 起点：福島県南会津郡下郷町豊成字下モ（会津鉄道会津線会津下郷駅前）
- 終点：福島県南会津郡下郷町豊成字林中
- 総延長：115 m[1]
  - 実延長：総延長に同じ
- 路線認定年月日：1987年8月7日[2]

1959年8月31日に国鉄会津線楢原駅から二級国道宇都宮米沢線に至る一般県道楢原停車場線として指定された後、1987年7月16日の会津鉄道への転換と同時に行われた駅名変更により新たに路線認定された。終点付近では国道121号会津若松方面、日光方面へ二岐に分岐するデルタ状の線形を描いている。

## 通過する自治体
- 福島県
  - 南会津郡下郷町

## 接続・交差する道路
- 国道121号（国道289号重用区間）（豊成字林中 終点）

## 沿線
- 会津鉄道 会津下郷駅